# Casa Blanca (Teksas)
Casa Blanca je naseljeno mjesto za statističke potrebe u američkoj saveznoj državi Teksas. Prema popisu stanovništva iz 2010. u njemu je živjelo 54 stanovnika.